# 96-та вулиця (лінія Другої авеню, Ай-ен-ді)
40°47′03″ пн. ш. 73°56′50″ зх. д. / 40.7841° пн. ш. 73.9472° зх. д.
96-та вулиця (англ. 96th Street) — станція Нью-Йоркського метрополітену, розташована на лінії Другої авеню (Ай-ен-ді) і відкрита 1 січня 2017 року однією з трьох станцій першої черги лінії. Територіально станція знаходиться в Мангеттені, відразу у двох округах — Верхньому Іст-Сайді, його кварталах Йорквілл і Карнегі-Хілл, і окрузі Східний Гарлем — а розташовується на перетині Другої авеню з 96-ю вулицею. У цілодобовому режимі станцію обслуговує маршрут метрополітену Q, на додаток до якого по буднях в години пік відбуваються рейси маршруту метрополітену N. Станція є кінцевою для обох маршрутів і найпівнічнішою на лінії.